# محمد سالیسو (بازیکن فوتبال، زاده ۱۹۳۴)
محمد سالیسو (انگلیسی: Mohammadu Salisu؛ زادهٔ ۱۰ سپتامبر ۱۹۳۴) بازیکن فوتبال اهل غنا بود.
وی همچنین در تیم ملی فوتبال غنا بازی کرده‌است.